# Miho Saeki
Miho Saeki (jap. 佐伯美穂 Saeki Miho; ur. 18 marca 1976 w Nowym Jorku) – japońska tenisistka, zwyciężczyni turniejów zawodowych w grze podwójnej, reprezentantka w Pucharze Federacji.
Praworęczna tenisistka (z bekhendem oburęcznym) karierę zawodową rozpoczęła oficjalnie w kwietniu 1994. Jako juniorka może pochwalić się finałem debla w młodzieżowej edycji turnieju Japan Open. W dorosłym tenisie startuje głównie poza głównym cyklem WTA Tour, wygrywając do kwietnia 2006 16 turniejów singlowych i 8 deblowych zaliczanych do ITF Women's Circuit (m.in. sześć turniejów tej rangi w singlu wygrała w 2001). Odniosła również (do kwietnia 2006) cztery zwycięstwa deblowe w cyklu WTA Tour, wszystkie ze swoimi rodaczkami – Yoshidą i Kijimutą. Wynikom tym zawdzięcza dość wysokie pozycje rankingowe – była klasyfikowana jako nr 56 w grze pojedynczej (w czerwcu 1998) oraz nr 49 w grze podwójnej (w lipcu 1997).
W okolicach pierwszej setki rankingu gry pojedynczej Japonka figurowała w latach 1996–1999 (sezony 1997 i 1998 kończyła w najlepszej setce). W 1998 była m.in. w III rundzie wielkoszlemowego French Open (wyeliminowała wówczas reprezentantkę gospodarzy Sarah Pitkowski). Na koncie ma zwycięstwa m.in. nad Hiszpanką Magüi Serną i Bułgarką Magdaleną Malejewą. W 1999 w II rundzie Australian Open stoczyła niezwykły pojedynek z Rosjanką Anną Kurnikową; rywalka borykała się wówczas z kłopotami serwisowymi (potrafiła w tym czasie w jednym meczu wykonać kilkanaście podwójnych błędów serwisowych), co Japonka wykorzystała wygrywając pierwszą partię. Kiedy faworyzowana Rosjanka wyrównała stan meczu, a w trzecim secie objęła prowadzenie 5:0, wydawało się, że pojedynek jest już rozstrzygnięty. Wprawdzie Kurnikowa rzeczywiście wygrała, ale dopiero 10:8 w decydującym secie – Saeki udało się odrobić stratę pięciu gemów. Z innych rezultatów Japonki w cyklu WTA Tour można wymienić trzy ćwierćfinały turniejowe – Pattaya 1996, Tokio (Pan Pacific) 1998 i Szanghaj 2002.
W latach 1998–1999 występowała w zespole narodowym w Pucharze Federacji (wyłącznie w singlu). Pokonała m.in. znaną Holenderkę Miriam Oremans, a łączny bilans jej występów jest remisowy – trzy zwycięstwa i trzy porażki.
Wygrane turnieje (wszystkie w grze pojedynczej):
- 1995 Tokio (Japan Open, z Yuką Yoshidą)
- 1996 Pekin (z Naoko Kijimutą), Pattaya (z Yuką Yoshidą)
- 2005 Memphis (z Yuką Yoshidą)